# Fazzoletti
Fazzoletti (Acess Com. Imp. Exp. Ltda.) é uma fábrica e marca de guarda-chuvas, sombrinhas, bolsas, bloqueador solar, capas etc. Fundada em 1999, a empresa tem sede em Porto Alegre, Rio Grande do Sul. A maioria de seus produtos são importados da República Popular da China. É detentora das marcas Fazzoletti e Via Condotti. Fabrica guarda-chuvas diversos, entre automáticos e manuais, além da linha infantil. Um dos seus produtos mais populares é um guarda-chuva em miniatura, o Mini. Possui licença para utilizar a marca italiana Fiorucci, além das personagens Batman e Penélope Charmosa da Warner Bros.